# Triumph TR3
Triumph TR3 er en britisk sportsvogn, der blev produceret mellem 1955 og 1962 af Triumph Motor Company under Standard Motor Company i Coventry, England. TR3 er en traditionel roadster og er en videreudvikling af firmaets tidligere TR2-model, med flere hestekræfter og bedre bremser. Updaterede varianter blev uofficielt kendt som "TR3A" og "TR3B", og produktionen startede i hhv. 1957 og 1962. TR3 blev efterfulgt af Triumph TR4, der ligner TR3 mekanisk og var designet af Michelotti
TR3 blev en stor succes og solgte omkring 74.800 eksemplarer fordelt på de forsellige varianter, og det er dermed firmaets tredjebedst sælgende bil efter TR7 (111.500 enheder) og TR6 (94.500 enheder). Triumph deltog i motorsportsløb, rally og bakkeløb i Europa og Nordamerika, og har vundet adskillige løb.

## TR3A
I 1957 blev TR3'en opdateret med forskellige ændringer inklusive en kølergrill i fuld bredde, og en opdaterede version blev refereret til som Triumph "TR3A". Bilerne blev dog ikke markedsført under dette navn, og navnet blev ikke brugt officielt, hvilket bl.a. kan ses på salgsbrochurer. "TR3A" blev produceret mellem 1957 og 1962.

## TR3B
I 1962 begyndte produktionen af en ny og opdateret version af TR3, som fik de uofficielle navn "Triumph TR3B". Den blev produceret og solgt samtidig med TR4 var på markedet, idet produktionen af denne model startede i 1061. "TR3B" var en særlig specialproduktion der blev igangsat pga. efterspørgsel fra forhandlerne fra købere, som ikke brød sig om TR4.
TR3B havde samme form som TR3A. Der blev bygget to serier; den ene blev produceret i 530 eksemplarer kaldet TSF, hvoraf de sidste 29 blev bygget til Triumph Italia; den anden serie blev produceret i 2804 eksemplarer og kaldtes TCF. Serierne blev bygget parallelt. TSF-serien var identisk med sidste produktion af TR3A og havde således en 2L motor og en ikke-synkoniseret gearskifte. TCF-serien havde en 2,138L TR4 motor. Motoren var en 4-rækkemotor, og kunne køre 12 L/100 km. Bilen havde en vægt på 969 kg.